# Illovszky Rudolf Stadion (1960–2016)
Illovszky Rudolf Stadion – nieistniejący już wielofunkcyjny stadion w Budapeszcie, stolicy Węgier. Został wybudowany w 1960 roku i zamknięty pod koniec 2016 roku. Mógł pomieścić 17 000 widzów. Swoje spotkania na stadionie rozgrywali piłkarze klubu Vasas FC. W latach 2017–2019 w miejscu starego stadionu powstał nowy, typowo piłkarski Illovszky Rudolf Stadion.

## Historia
Stadion został wybudowany w 1960 roku. Obiekt powstał tuż obok jednego z poprzednich obiektów, na którym swoje mecze rozgrywali piłkarze klubu Vasas FC, tzw. Béke utcai Vasas Sporttelep. Na początku lat 70. XX wieku na stadionie zamontowano elektroniczną tablicę wyników. W lipcu 2001 roku na stadionie doszło do pożaru poszycia dachowego. 21 lutego 2002 roku stadionowi nadano imię Rudolfa Illovszkyego. 29 października 2016 roku rozegrano na stadionie ostatni mecz ligowy. W marcu 2017 roku zakończono rozbiórkę starego obiektu, po czym przystąpiono w do budowy w jego miejscu nowego, typowo piłkarskiego stadionu. Otwarcie nowej areny miało miejsce 5 lipca 2019 roku.
Obiekt przez cały okres istnienia służył piłkarzom klubu Vasas FC, którzy w tym czasie kilkakrotnie zdobywali mistrzostwo oraz Puchar Węgier. 13 maja 1998 roku na stadionie rozegrano finał Pucharu Węgier (MTK Hungária FC – Újpest FC 1:0). W latach 1990–2000 cztery oficjalne spotkania rozegrała na tym obiekcie piłkarska reprezentacja Węgier.